# Mystic (Walibi Rhône-Alpes)
Pour les articles homonymes, voir Mystic.
Mystic  sont des montagnes russes assises de type navette à Walibi Rhône-Alpes sur la commune des Avenières, dans l'Isère.

## Historique
Le salon spécialisé IAAPA Attractions Expo 2017 ouvre le 14 novembre à Orlando. Dans le cadre de ce salon, la compagnie des Alpes — propriétaire du parc — publie une vidéo concernant de futures montagnes russes, un modèle Infinity Coaster pour le parc Walibi Rhône-Alpes,.
Le fournisseur est Gerstlauer, il est régulièrement engagé par la compagnie des Alpes depuis 2017, notamment pour les montagnes russes Pégase Express au parc Astérix, Tiki-Waka à Walibi Belgium, Mystic à Walibi Rhône-Alpes et Wakala à Bellewaerde.
Pour célébrer l'année 2019 qui marque son quarantième anniversaire,,, Walibi Rhône-Alpes inaugure trois nouveautés sous le thème de la Nouvelle-Orléans et du vaudou à hauteur de 6 millions d'euros,. La principale est le circuit de montagnes russes Mystic accolé à un petit manège et à un restaurant,. Les montagnes russes se dressent en lieu et place entre autres du manège la Bamba de type Calypso et de la piste de mini quads de Joytech (1990 à 2018). La tour de type Space Shot est rebaptisée Totem et son thème s'adapte à Mystic. Voisine de cette dernière, de pierres tombales  et d'une zone marécageuse décorative, la tour de chute est agrémentée de poteaux de bois pointus avec de mystérieuses poupées vaudou. Le concepteur artistique de cet ensemble est Fabien Manuel, qui avait déjà travaillé sur Timber et sur la zone dans laquelle cette attraction est implantée, ainsi que pour d'autres projets de la compagnie,.
L'attraction est récompensée en fin d'année d'un prix mineur, un European Star Award.
La croissance que connait le parc depuis 2016 se poursuit car l'exercice 2019 se solde par un record de la fréquentation avec 530 000 entrées,. La compagnie des Alpes publie le rapport de l'exercice 2019. Il y est indiqué que les nouveautés de l'année « Mystic à Walibi Rhône-Alpes, Untamed à Walibi Holland ou Attention Menhir au Parc Astérix ont directement atteint des notes de satisfaction supérieures ou égales à 9 sur 10. »

## Description

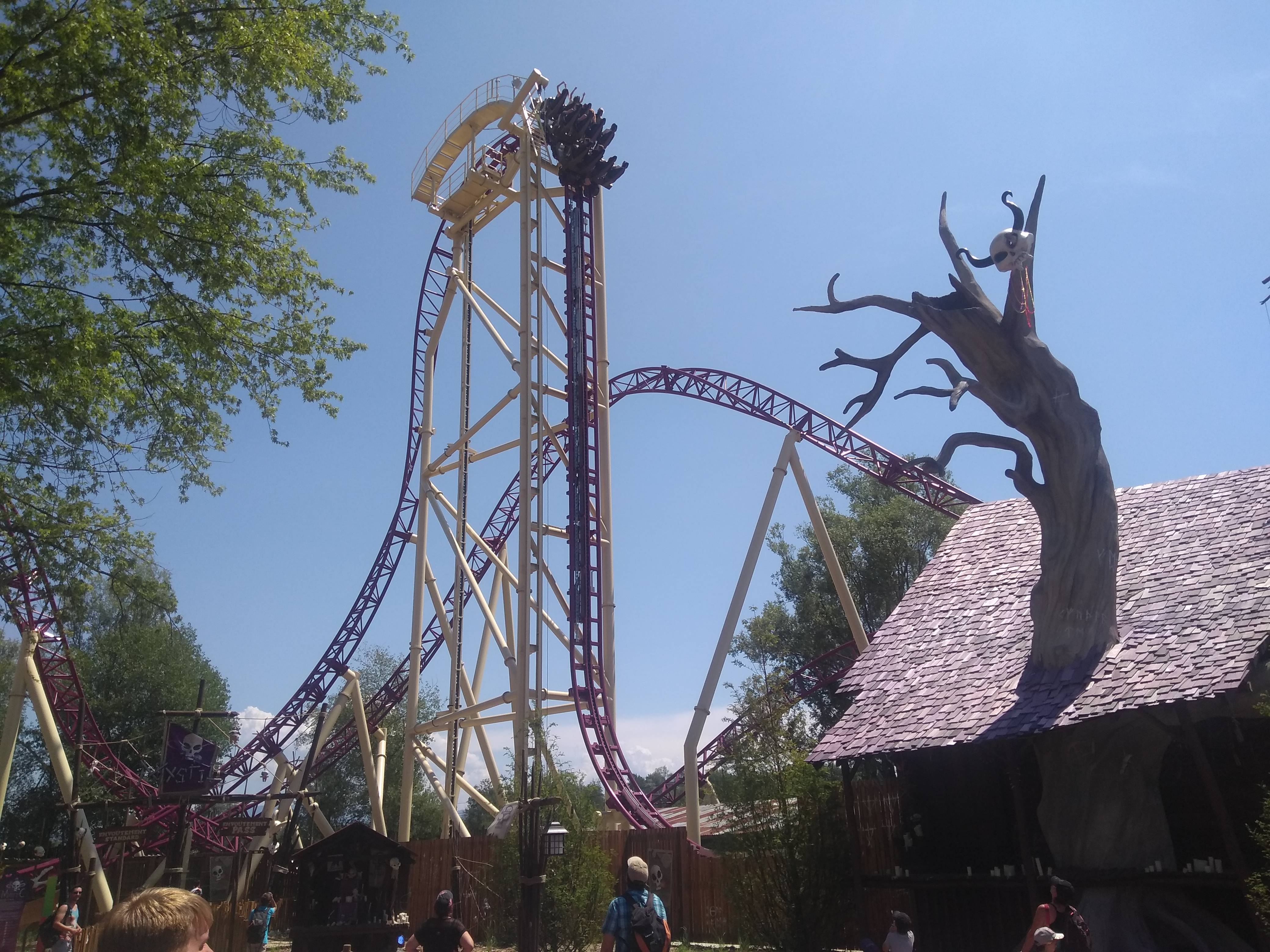
La montée à chaîne et la cabane.

Le scénario établi introduit l'attraction comme tel : 

« Isolée du tumulte coloré de Festival City, une cabane semi-abandonnée dans le marais sert de repaire à un grand Maître. Spécialiste de la magie noire, sa plus grande spécialité est l'envoûtement collectif. »

Mystic dispose de deux trains avec trois wagons composés d'une rangée. Les passagers y sont disposés par quatre pour un total de douze passagers par train.
Le parcours commence par une montée à chaîne via un lift vertical. Il enchaîne avec différentes figures, un top hat extérieur, un zero-G roll et un looping plongeant. Les deux derniers éléments sont un aiguillage et un Twisted In-Line Rollback. Ce dernier consiste en une flèche inversée dans laquelle les passagers sont suspendus, la tête à l'envers. Le train effectue la fin du parcours en marche arrière. Après Flash: Vertical Velocity ouvert en 2001 à Six Flags Discovery Kingdom, Mystic est le deuxième circuit de montagnes russes à proposer l'élément Twisted In-Line Rollback.